# كريستيان بيرغر غوندرسن
كريستيان بيرغر غوندرسن هو سياسي نرويجي، ولد في 19 أكتوبر 1907، وتوفي في 27 مايو 1977. نشط حزبياً في حزب العمال. وقد انتخب نائب عضو برلمان النرويج ‏ عن دائرة Market towns of Hedmark and Oppland counties ‏ وقد انضم خلال فترته النيابية ‏ (1950 – 1953) للكتلة البرلمانية حزب العمال وانتخب Mayor of Hamar ‏ (1968 – 9 ديسمبر 1975) وانتخب نائب عضو برلمان النرويج ‏ عن دائرة Market towns of Hedmark and Oppland counties ‏ وقد انضم خلال فترته النيابية ‏ (1945 – 1949) للكتلة البرلمانية حزب العمال.